# Ella Rae Peck
Ella Rae Peck (ur. 8 września 1990 w Minneapolis) – amerykańska aktorka, która wystąpiła m.in. w serialach The Looming Tower, Feed the Beast, Oszustwo i Plotkara.

## Filmografia

### Filmy
| Rok  | Tytuł                      | Rola          | Uwagi       |
| ---- | -------------------------- | ------------- | ----------- |
| 2006 | Lilly in the Woods         | Lilly         | krótkometr. |
| 2007 | Freezer Burn               | Emma          |             |
| 2011 | God Don't Make the Laws    | Colbie Palmer |             |
| 2011 | Young Adult                | Girl          |             |
| 2012 | Wieczór panieński          | Stefanie      |             |
| 2012 | The Exhibitionists         | Lynn          |             |
| 2013 | Połączenie                 | Autumn        |             |
| 2013 | The Apocalypse             | Jenny         | krótkometr. |
| 2016 | Long Nights Short Mornings | Katie         |             |
| 2018 | Pike County                | Reagan        | krótkometr. |
| 2019 | Brain Jail                 | Diane         | krótkometr. |
| 2019 | Thin Walls                 | Allie         | krótkometr. |
| 2019 | Tuscaloosa                 | Anne          |             |
| 2020 | Color of His Eyes          | Bernadette    | krótkometr. |
| 2022 | Leon's Fantasy Cut         | Ella          |             |
| 2023 | Blackout                   | Alice         |             |
| 2023 | Crumb Catcher              | Leah          |             |

### Telewizja
| Rok  | Tytuł                 | Rola              | Uwagi          |
| ---- | --------------------- | ----------------- | -------------- |
| 2007 | Dear Harvard          | Honor Caldwell    | film TV        |
| 2008 | Bez śladu             | Lisa/KitKat14     | 1 odc.         |
| 2010 | Prawo i porządek      | Zoe Morgan        | 1 odc.         |
| 2010 | Żona idealna          | Jenny Bauer       | 1 odc.         |
| 2010 | Zaprzysiężeni         | Caitlin Breyer    | 1 odc.         |
| 2012 | Plotkara              | Charlotte         | 15 odc.        |
| 2013 | Oszustwo              | Mia Bowers        | w gł. obsadzie |
| 2013 | Welcome to the Family | Molly Yoder       | w gł. obsadzie |
| 2014 | Wybrana               | Nina Adams        | 3 odc.         |
| 2014 | Hysteria              | Audra Young       | pilot serii    |
| 2016 | Feed the Beast        | Anna Davis        | 8 odc.         |
| 2018 | The Looming Tower     | Heather           | 10 odc.        |
| 2019 | God Friended Me       | Vivian            | 1 odc.         |
| 2020 | Grzesznica            | Sophie Greenfield | 2 odc.         |